# Hiéroglyphe égyptien A5
Le hiéroglyphe  égyptien A5 (homme caché derrière un mur) est classifié dans la section A « L'Homme et ses occupations » de la liste de Gardiner ; il y est noté A5.

## Représentation
Il représente un homme les bras devant le visage pour se protéger, accroupi derrière la représentation d'un angle de mur vue du dessus.

## Utilisation
C'est un déterminatif du champ lexical de la dissimulation, de ce que l'on ne voit pas. 

## Exemples de mots
| i | mn · n | A5 | Y1V |

| i | mn · n | A5 | Y1V |

| R5 · p | A5 |

| R5 · p | A5 |

| i | mn · n | A5 | A14A |

| i | mn · n | A5 | A14A |